# Aleurocanthus mangiferae
Aleurocanthus mangiferae là một loài côn trùng cánh nửa trong họ Aleyrodidae, phân họ Aleyrodinae.
Aleurocanthus mangiferae được Quaintance & Baker miêu tả khoa học đầu tiên năm 1917.